# František Valošek
František Valošek (Frýdek-Místek, 12 de julho de 1937) é um ex-futebolista checo, que atuava como atacante.

## Carreira
František Valošek representou a Seleção Tchecoslovaca de Futebol, medalha de prata em Tóquio-1964 .

## Ligações Externas
- Perfil em FIFA.com (em inglês)